# Discantus
Discantus (mittellateinisch) oder Diskantusfaktur ist die im 12. Jahrhundert in der Choralschola aufkommende artifizielle Art der Mehrstimmigkeit, deren Prinzip – im Gegensatz zu der vorher üblichen Parallelbewegung des Organums – die streng durchgeführte Gegenbewegung war (französisch Déchant).
Aus der Verschmelzung beider zunächst einander gegenübertretenden Satzweisen entwickelte sich der eigentliche Kontrapunkt. Der Discantus war anfänglich nur zweistimmig: der Melodie des Cantus firmus wurde Note gegen Note eine höhere Stimme gegenübergestellt, die die Sänger, die discantistae, ohne vorherige Niederschrift improvisierten. Später stellte man zwei und drei falsettierende Stimmen auf, und nun wurde die schriftliche Fixierung unerlässlich. Später wurde die höchste Stimme eines mehrstimmigen Satzes Discant genannt.
Die im Frühmittelalter einzig zulässigen Intervalle waren zunächst neben dem Einklang (Prime) die Oktave und die Quinte. Etwas später wurde die Terz als Übergangselement zugelassen, die sich jedoch in eine Konsonanz auflösen musste.